# Харспронгет (гідроелектростанція)
”Харспронгет” (швед. Harsprånget) — гідроелектростанція на півночі Швеції. Розташована на річці Лулеельвен. За встановленою потужністю займає перше місце серед всіх ГЕС Швеції,  за середнім річним виробництвом займає друге місце в країні після ГЕС "Стурноррфорс".   Побудована на місці найбільшого водоспаду річки Лулеельвен Харспронгет, після чого стік водоспаду було зарегульовано. Потужність становить 977 МВт, середнє річне виробництво — 2131 млн кВт·год.  Введена в дію 1951 року.  

## Історія

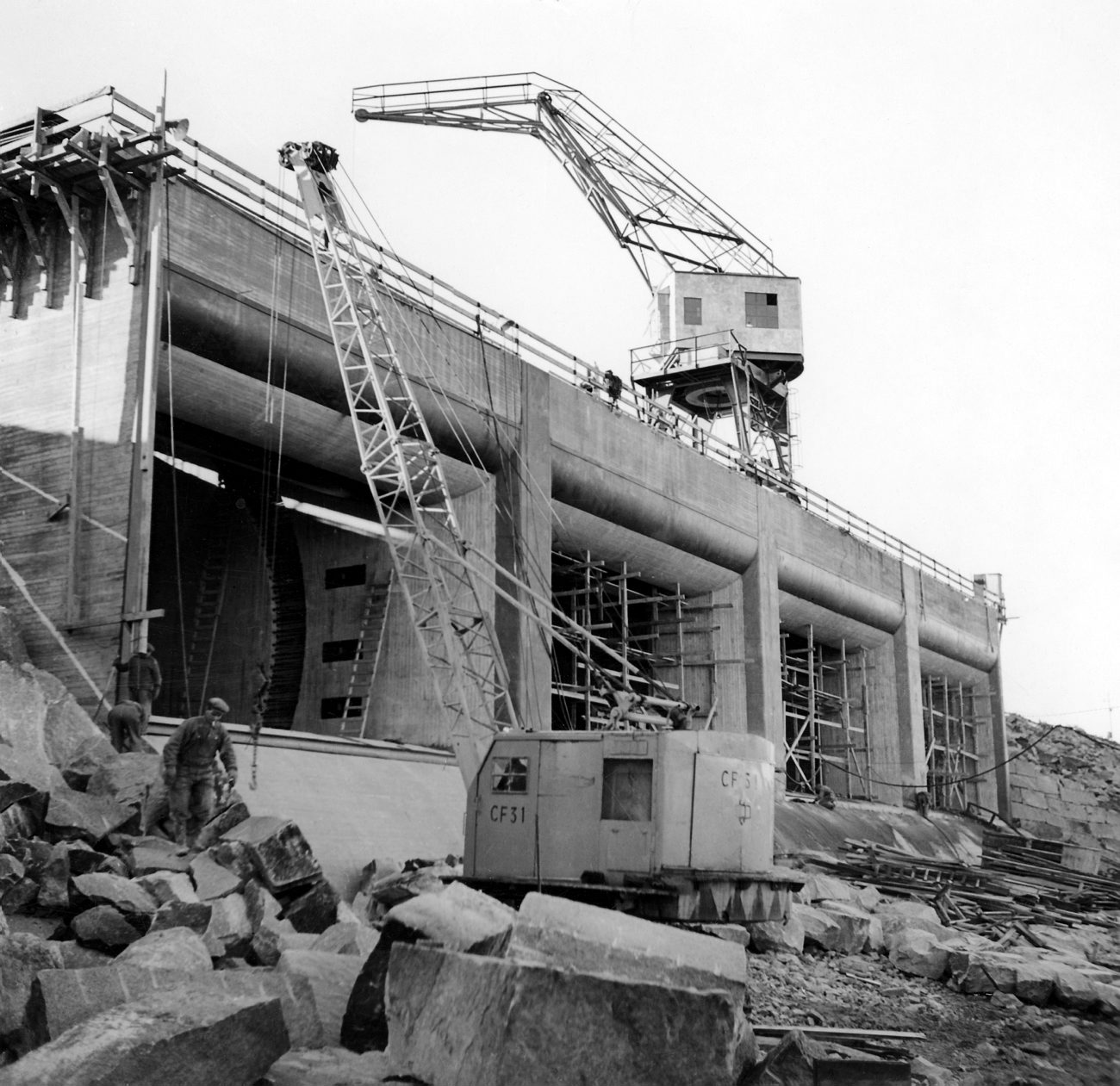
Під час будівництва гідроелектростанції “Харспронгет”.

Будівництво ГЕС було розпочате 1918 року. Передбачалося побудувати станцію потужністю 105 МВт.  Проте, спад у економіці, викликаний Першою світовою війною, призвів до згортання будівництва. Повторно будівництво ГЕС було розпочато 1945 року у новому місці — на 2 км нижче за течією, а введено її в дію 1951 року. Потужність станції на час введення у експлуатацію становила 330 МВт.  1980 року на станції було встановлено 2 нових турбіни, що дозволило підвищити її потужність до 945 МВт.    Пізніше потужність було доведено до 977 МВт.  
Під час будівництва гідроелектростанції було побудовано також селище Харспронгет для працівників ГЕС.